# Mimosella
Mimosella is een mosdiertjesgeslacht uit de familie van de Mimosellidae en de orde Ctenostomatida. De wetenschappelijke naam ervan is in 1851 voor het eerst geldig gepubliceerd door Hincks.

## Soorten
- Mimosella bigeminata Waters, 1914
- Mimosella crosslandi d'Hondt, 1983
- Mimosella gracilis Hincks, 1851
- Mimosella radicata Kubanin, 1992

Niet geaccepteerde soorten:
- Mimosella cookae Banta, 1968 → Bantariella cookae (Banta, 1968)
- Mimosella firmata Marcus, 1938 → Bantariella firmata (Marcus, 1938)
- Mimosella verticillata (Heller, 1867) → Bantariella verticillata (Heller, 1867)